# Hans Wagner (Politiker, 1934)
Hans Wagner (* 24. April 1934 in Osterfeld (Oberhausen); † 29. November 1993) war ein deutscher Sozialarbeiter, Politiker und Landtagsabgeordneter (CDU) in Nordrhein-Westfalen.

## Leben und Beruf
Nach dem Besuch der Volksschule absolvierte er eine Schlosserausbildung und war bis 1959 als Schlosser tätig. Im Anschluss an den Besuch der Höheren Fachschule für Sozialarbeit von 1959 bis 1962 arbeitete er von 1963 bis 1970 und von 1975 bis 1976 als Sozialarbeiter.
Mitglied der CDU wurde Wagner 1956. Er engagierte sich in zahlreichen Parteigremien. Mitglied der Gewerkschaft Öffentliche Dienste, Transport und Verkehr wurde er 1970.

## Abgeordneter
Vom 26. Juli 1970 bis zum 27. Mai 1975 und vom 13. Dezember 1976 bis zu seinem Tod am 29. November 1993 war Wagner Mitglied des Landtags des Landes Nordrhein-Westfalen. Er wurde jeweils über die Landesliste seiner Partei gewählt, in der achten Wahlperiode (1975 bis 1980) rückte er am 13. Dezember 1976 für den ausgeschiedenen Abgeordneten Jochen van Aerssen nach.
Dem Stadtrat der Stadt Oberhausen gehörte er ab 1961 an, 1969 als Fraktionsführer der CDU.

## Familie
Hans Wagner war verheiratet und hatte drei Kinder.